# Swinhoea vegetus
Swinhoea vegetus är en fjärilsart som beskrevs av Swinhoe 1885. Swinhoea vegetus ingår i släktet Swinhoea och familjen nattflyn. Inga underarter finns listade i Catalogue of Life.